# 高丸 (人物)
高丸（たかまる）は、鎌倉時代に記された清水寺の創建伝承に登場する陸奥国の伝説上の人物。南北朝時代には諏訪大社の縁起に取り込まれ、安倍氏悪事の高丸、安倍高丸などの名前で記された。また室町時代には御伽草子などの文学作品にも引用され、悪事の高丸、近江の高丸、明石の高丸など鬼として語られた。

## 歴史

### 平安時代
『群書類従』所収の藤原明衡撰「清水寺縁起」では大納言・坂上田村麻呂による清水寺の創建伝承が記されているものの、平安時代の時点では清水の観音（清水寺）信仰と田村麻呂による蝦夷征討に関した事蹟は結び付けられていなかった。これは『今昔物語集』『扶桑略記』『源平盛衰記』の中で記されている「清水寺縁起」についても同様である。
「清水寺縁起」に田村麻呂による蝦夷征討の事蹟が反映されたことで、田村語りが創出されていくとともに「高丸伝説」が付会されたのは、鎌倉時代に武家の時代が到来して軍記物語が登場して以降となる。

### 鎌倉時代
田村麻呂は京都を中心とした中世文学のなかで藤原利仁・藤原保昌・源頼光とともに中世の伝説的な武人4人組のうちの1人とされていた。そうした背景から軍記物語『保元物語』では上古の英雄として田村麻呂の名前が挙げられている。
『保元物語』では史実における蝦夷征討からかけ離れ、田村麻呂とは別の時代の人物であるはずの利仁とともに鬼神を退治したと伝説化されたことで、後に田村麻呂の説話に高丸が登場する兆しが確認できる。
軍記物語において英雄的武人としての田村麻呂像が出来上がると、元亨2年（1322年）に臨済宗の僧・虎関師錬がまとめた日本の仏教通史『元亨釈書』では次のように記された。
上古の英雄とされていたことから、鎌倉時代末期には平安時代の「清水寺縁起」では登場していなかった「奥州の逆賊高丸」を討伐する物語が付会されている。こうして『元亨釈書』で「清水寺縁起」に鬼神討伐譚が脚色されたことで、伝説上の人物としての坂上田村丸とともに高丸伝説は御伽草子『鈴鹿の草子』へと繋がっていく（御伽草子節も参照）。
これら京都の物語は、諏訪大社が古くから軍の神・狩猟の神として名高く、全国各地に勧請され、特に鎌倉時代には御家人から信仰され幕府の篤い庇護をうけたことから諏訪信仰とも結び付いていく。

### 南北朝時代
諏訪大社は田村語りを縁起や祭礼由来などに取り入れることによって、自らの神威を高揚しようと画策した。南北朝時代中期に作成された『神道集』や『諏訪大明神絵詞』がその証である。これらの説話では御射山祭または流鏑馬の由来の中で高丸が登場している。
1356年（正平11年 / 延文1年）に成立した諏訪大明神の大祝・諏訪円忠によって作成された絵詞『諏訪大明神絵詞』では、「東夷安倍高丸征討のとき諏訪明神が武者に変化して同行し勝利をもたらしたため、桓武天皇は諏訪郡の田畑野山を寄進して、毎年の奉納を約束したので狩の祭ができるようになった」と記されている。また「武家、その濫吹を鎮護せんために、安藤太と云を蝦夷の管領とす。此は上古に安倍氏悪事の高丸と云ける勇士の後胤なり」とあり、安倍氏は高丸の子孫であるとしている（安倍高丸と安日王節も参照）。『諏訪大明神絵詞』では安倍高丸や安倍氏悪事の高丸という名前で記されている。
安居院流の唱導集団によって14世紀半ばから15世紀初頭に作成された唱導台本『神道集』には次のように記されている。
『諏訪大明神絵詞』では高丸を征討したのは「将軍坂上田村丸」であるが、『神道集』では震旦国（中国）から亡命してきた「田村丸」を勝田の宰相が養子にして「稲瀬五郎田村丸」と名乗らせたとあり、御伽草子『鈴鹿の草子』で近江の高丸を討つ「稲瀬五郎坂上俊宗」と共通する名前が見える。このことから『神道集』の高丸伝説は『鈴鹿の草子』の成立時期を示唆する史料のひとつと目されている。

### 室町時代
室町時代に入ると『義経記』では周の太公望撰とされる『六韜』という兵法書を読むことで、田村麻呂はあくじの高丸を討ち取ったと『元亨釈書』から脚色がひとつ進み、成立課程で悪路王伝説と混交された形跡が確認される。
鎌倉時代に成立した歴史書『吾妻鏡』では源頼朝が奥州合戦の帰途に立ち寄った田谷窟で、田村麻呂と利仁が悪路王と赤頭を討伐したと教えられたとあり、おそらくはこの記述が影響した（悪路王との同一視節も参照）。
悪路王伝説の他にも鈴鹿語りや藤原利仁伝説など多彩なモチーフが混交して御伽草子『田村の草子』が成立、御伽草子の世界にも高丸伝説が引き継がれていく。

## 御伽草子
『元亨釈書』で田村麻呂による清水寺創建の伝承に付会された高丸は、室町時代に成立した御伽草子『田村の草子』では鬼として登場する。『田村の草子』諸本は大別すると2種類あり、鈴鹿御前と田村丸が戦いを経て結婚し共に鬼退治をしたとする「鈴鹿系（古写本系）」と、田村丸の助力をするために天下った鈴鹿御前が田村丸と結婚し共に鬼退治をしたとする「田村系（流布本系）」に分かれたとされる。ただし、この分類法には異論・慎重論もある。
「鈴鹿系」では高丸討伐の後に大嶽丸が現れるが、「田村系」では大嶽丸討伐後に高丸を討伐したのち大嶽丸が黄泉還るなど、物語の展開に差異はあるものの、高丸に関する段落では物語にあまり差違がない。

### 田村系（流布本系）
近江の高丸という鬼が現れたので討てという宣旨を受けた田村丸俊宗は、16万騎の兵を率いて近江国にある高丸の城を攻めた。鈴鹿御前から伝授された火界の印を結んで城内を火炎で焼くと高丸は雲に乗って信濃国布施屋嶽、駿河国富士嶽と田村丸俊宗が攻めては逃げ、最後は外が浜を攻められた高丸は唐と日本の境の海の中に岩をくり貫いた城を造った。鈴鹿御前から凡夫の力では叶わないと告げられた田村丸俊宗は兵を都に返し、鈴鹿御前の神通の車で高丸の城へと向かった。高丸は岩戸を閉じて引き籠ったが、鈴鹿御前が左手で天を招くと12の星、25の菩薩が天降り、音楽にあわせて岩屋の上で舞い遊んだ。高丸は娘に勧められて岩屋の戸を開けて覗き見たところ、田村丸俊宗が黒金の弓に神通の鏑矢をつがえて高丸の眉間を射ち、剣を投げて首を斬り落とした。

## 奥浄瑠璃版
田村将軍は契りを結んだ立烏帽子の託宣通り、帝に呼ばれて参内すると男山八幡の神勅により明石の高丸退治をするよう宣旨が下った。2万余騎の軍勢を率いて近江国蒲生原に向かい名乗りを上げると、岩屋の戸から高丸が現れて3日3夜の戦いとなり、田村の軍勢も悉く討たれ、多くの眷属を討ち取られた高丸は主従8騎となり常陸国鹿島に引き退いた。
常陸国鹿島まで追いかけてきた田村将軍と大乱戦となり、高丸は堪えきれずに浪の上に立ち「大嶽丸が討って出る時は我も心を合わせて日本を覆さん」と叫んで海へと飛び込み、唐と日本の汐境・築羅が沖へと撤退して城郭を構えた。
行方を見失ない、軍勢も200余騎となった田村将軍は霞野忠太の進言により都へ帰ることにした。その途中、伊勢国山田の里で眠っていると立烏帽子が現れ、高丸は築羅が沖の大りんが窟にいると教えられ、討ち取らせるのでお供をすると告げられた。軍勢を都に帰した将軍は立烏帽子と2人で光輪という神通の車に乗り築羅が沖に向かった。城郭に着くと立烏帽子が天を招き、音楽が流れ、12の星が天降り、稚児の舞がはじまった。84歳になる高丸の末娘の鬼が舞を見たがるも、高丸は我らを引き出すための幻術であると諭す。しかし親馬鹿から岩屋の戸を少し開けると娘鬼や太郎鬼神は悦んで閲覧し、そのうち高丸も見上げると、立烏帽子が田村将軍に高丸の眼を的に一矢遊ばされよと鏑矢を差し出した。将軍が放った鏑矢は高丸の眼に命中し、そのまま後ろに抜けて太郎鬼神の喉笛をも射た。高丸親子が崩れるように倒れ臥せると、残る鬼神は火焔を吹き出し怒り狂う。2人は三明の剣とそはやの剣を投げ掛けると、剣は虚空を切り回り、鬼神は残らず討たれた。高丸の死骸を海中から引き上げ、備前国に高き塚を築いて多くの僧侶に供養させるも、その上に御堂を建立して吉備津宮大明神を勧請した。

## 史実性の議論
上記のとおり高丸は鎌倉時代末期の『元亨釈書』で創出された実在しない人物である。
高橋崇は著書『坂上田村麻呂』において、新井白石が『読史余論』で陸奥の夷高丸が駿河の国清見が関まで攻め上がり、田村丸はこれをうち取り、北に追って陸奥の神楽岡で斬ったと記述していることについて「合理性と実証を重んじた史学者として白石らしからぬ叙述」と批判している。

## 地方伝説

### 岩手県

#### 松尾の長者屋敷
岩手県八幡平市松尾の長者屋敷は、縄文時代から平安時代にかけての複合遺跡である。伝説によれば、この地に居を構えていたのは大武丸配下の「高丸、悪路」の一族に連なる「登喜盛」であるという。
坂上田村麻呂は霧山岳（岩手山）を根城とする大武丸を討った後、南下して達谷窟の高丸、悪路征伐に向かった。登喜盛は北の監視が手薄になった隙を突いて蜂起したものの、田村麻呂が再北上してきたため鹿角方面へ逃走を図った。しかし結局は登喜盛も田村麻呂に討たれることとなり、このとき田村麻呂が血染めの太刀を洗い清めたのが、「岩手の名水20選」のひとつ「太刀清水」と伝わる。

#### 衣川の霧山
岩手県奥州市衣川には、高丸の拠点とされる洞窟がある。
衣川南股柳沢向に「霧山」があり、その山中の洞窟の奥行きは8000メートルもの長さに及んでいた。霧山に住む高丸はこの洞窟を通じて達谷窟の悪路王と密に連絡を取り、官軍を苦しめたという。もっとも、霧山と達谷窟がつながっているというのはあくまで伝説であり、そのような地下道が実在しないことは達谷窟が火災に見舞われた際に明らかとなっている。
『平泉志』ではこの霧山の別名を「善城」としているが、『衣川の古蹟』では霧山から南西に30町 (3.3km) の場所にある別の山が「善城」であり、霧山が高丸悪路王の巣窟だったように善城は「大武麿」の巣窟だったとしている。

#### 大船渡の鬼越え
岩手県大船渡市猪川町の久名畑には、かつて盛川に面して「鬼越え」という巨岩があった。その昔、この地では悪鬼の部族「赤頭」が坂上田村麻呂に抵抗していた。彼らは半年ほどの戦いの後に敗れて四散し、長である「高丸」も久名畑から日頃市方面に逃れようとした。2丈 (6m) もある巨岩の上に追い詰められた高丸は、最後の力を振り絞って川を跳び越え、そのまま逃げ去ったという。
伝説の巨岩そのものは現存しないが、跡地には「鬼越えふれあい広場」という公園が整備されている（北緯39度06分07.2秒 東経141度41分28.5秒 / 北緯39.102000度 東経141.691250度）。

### 福島県

#### 半田の赤頭太郎
福島県伊達郡桑折町には、赤頭（あかず）の太郎という大男の伝承が残っており、古い記録にはその背景がうかがえる物がある。
『信達二郡村史』附録 甲集之下「伊達郡富沢村古事記録」によると、791年（延暦10年）に高丸の郎党である「赤頭太郎」が半田山の麓にて射殺され、祟りを恐れた人々により「赤頭太郎明神」として祀られたという。

#### 大滝根山の鬼穴
福島県田村市常葉町常葉の小松神社では、大滝根山の「大高丸」が偽りの降伏で田村麻呂を欺き、隙を突いて火攻めを仕掛けたものの、ワシが飛来して雨を降らせたため敗北したと伝えられている。常葉町堀田の日鷲神社にも同様の伝承があるが、そこでの賊の名は「霧島岳の高丸悪路王」である。
また、大滝根山の南西中腹に「達谷窟（たやのくつ）」または「鬼穴」と呼ばれる洞窟があり、高丸悪路王らが拠点としたと言われている。

### 栃木県

#### 那須の伝説
栃木県矢板市豊田は、かつて那須郡野崎村であり、さらにその前は稗田村と呼ばれていた。この地域の東部、箒川の南岸にある小高い丘には「将軍塚」と名がついている。塚と言っても古墳ではなく自然丘陵である。伝説によれば、坂上田村麻呂が茶臼山を根城とする凶賊「高丸」の討伐に赴いた際、この丘の上に陣を敷いたという。
また『那須記』に収録された向田村南瀧の瀧寺千手観音の由来においても高丸が登場する。討伐に向かおうとする田村麻呂が清水寺の延鎮に法力の加護を頼むくだりは『元亨釈書』に似るが、高丸は当初近江国で略奪を働いていたことになっている。田村麻呂に追われた高丸は駿河国清水関に逃げ、次いで那須の茶臼嶽に立てこもる。攻めあぐねた田村麻呂は、延鎮の教えに従って千手観音を遥拝することで形勢を逆転する。高丸はさらに陸奥国まで撤退するが、神楽岡にて討ち取られたという。

### 滋賀県

#### 近江国蒲生野の伝説

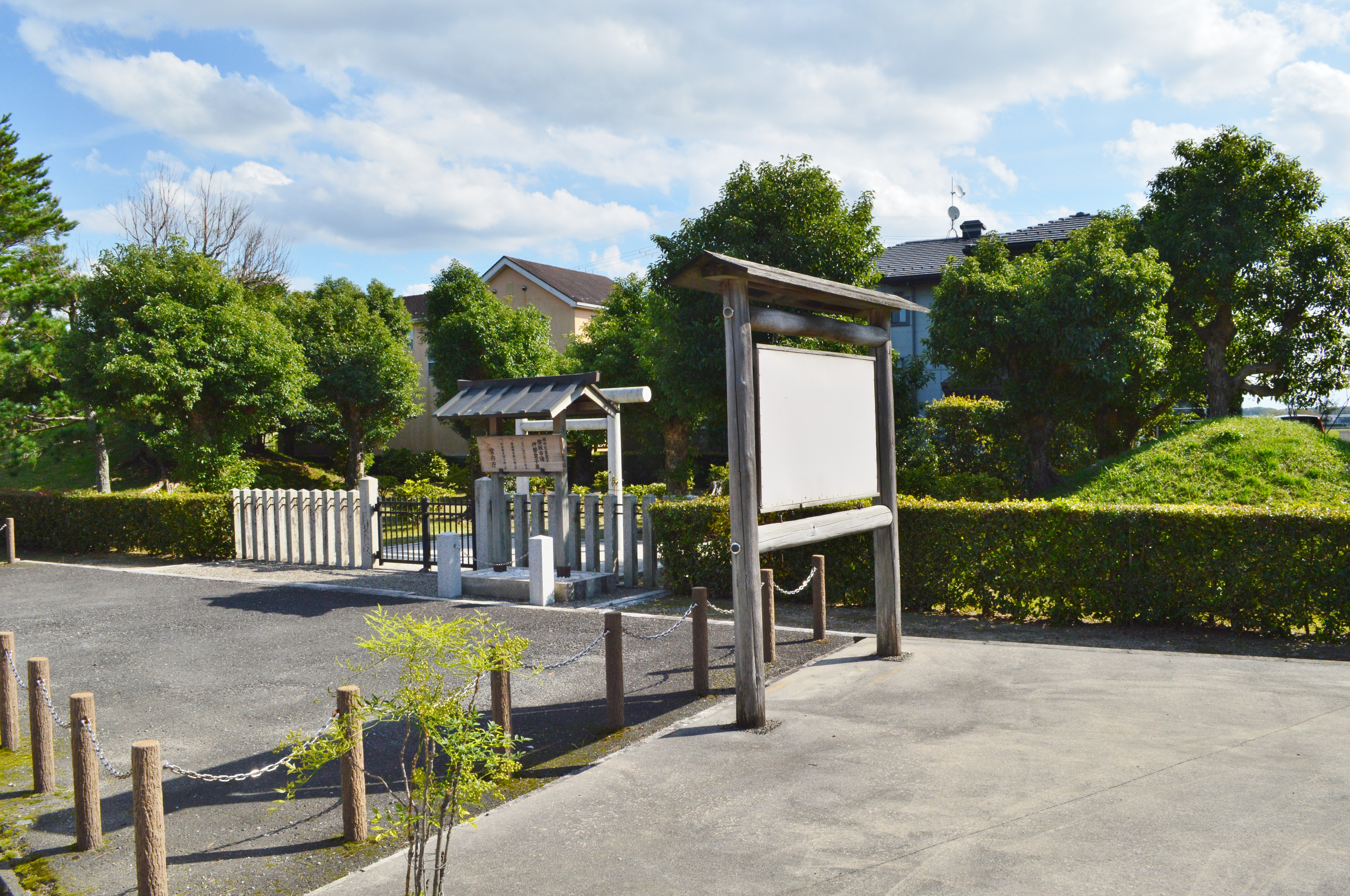
古保志塚古墳

『日本書紀』巻第27には、天智天皇8年（669年）、余自信・鬼室集斯ら滅亡した百済からの亡命者約700人が近江国蒲生郡に遷されたとある。そうした経緯から蒲生郡の日野には鬼室集斯の墓があり、そこから東に行った山中には「鬼室王女、朱鳥三年戊子三月十七日」と刻まれた碑があった。ところが後代になると、これらが人名であることが忘れ去られ、碑の「鬼」や「王」を文字通りに受け取った結果、悪路王の伝説と結び付けられるようになった。
同じく日野の蒲生野にはコボチ塚がある。これは雄略天皇に暗殺された市辺押磐皇子が従者の佐伯部仲子もろとも埋められたものを、後になって塚をこぼち（壊し）、2人を分葬し直したところから付いた名である。この由来もまた忘れ去られ、鬼が塚を壊して屍を喰らい、そこに棲みついたという伝承となった。
『太平記』諸本のうち、天正本のみに見える記述で、コボチ塚と「悪事高丸」の結び付きが既成事実化していることが確認できる。

### 兵庫県
兵庫県加東市にある清水寺には、蝦夷の逆賊高麿を討取り、鈴鹿山の鬼神退治を遂げた事に報謝した坂上田村麻呂より、騒速と副剣2振りが奉納されたとの寺伝があり、御伽草子で剣を投げて首を斬り落とした物語が仮託される。現在は「大刀 三口、附拵金具十箇」として国の重要文化財に指定されて同寺が所蔵し、東京国立博物館で保管されている。

## 伝承地

### 神楽岡
高丸終焉の地である「神楽岡」の詳細は判然とせず、『奥羽観跡聞老志』巻之10でも達谷の近くと推測するに留まる。宮城県遠田郡涌谷町箟岳字神楽岡に所在する箟峯寺には、田村麻呂が赤頭高丸と悪路王を討って首を京に送った後、胴を岡の上に埋めるとともに戦死者を葬った塚を築き、その上に観音堂を建てたという伝説が残る。
しかし伊能嘉矩は「未だ必ずしも一地に拘泥すべからず」と述べている。また定村忠士は、『諏方大明神画詞』における騎馬武者の流鏑馬や『鈴鹿の物語』における鈴鹿御前の星の舞（坂上田村麻呂伝説を参照）に着目し、「神楽岡」とは文字通り「神楽の舞台」であって実在の場所ではなく、箟岳字神楽岡は先行する伝説にならって後から付けられた地名だろうと説いている。

### ちくらが沖
『田村三代記』での高丸は、唐と日本の汐境にあるちくらが沖に宮城を構えて立て籠る。『大織冠』では八大龍王が無価宝珠を奪おうと「ちくらの沖」で万戸将軍に襲い掛かった、『百合若大臣』では蒙古の大軍を撃退した百合若が朝議によって追撃を命じられ「ちくらが沖」で3年間対峙したなどとあるように、ちくらが沖は中世の御伽草子や幸若舞・説経節などの語り物に共通して現れる架空の海の名前である。『田村三代記』は近世に演じられたため『大織冠』や『百合若大臣』など中世文学の基盤の上に展開されたことから、ちくらが沖が明石の高丸討伐の舞台とされたと考えられる。

## 考証

### 安倍高丸と安日王
『諏訪大明神絵詞』には津軽地方の安藤氏の来歴を語った一説が記されており、安倍氏は高丸の子孫だという。『保暦間記』によると安藤氏は鎌倉時代に「東夷ノ堅メ」とされ、蝦夷管領を委任されていた。その安藤氏は陸奥国の俘囚の長として知られる安倍氏の系譜をひく。つまりは安倍氏・安藤氏のルーツは高丸だという。
関幸彦は、敗れし者としての阿弖流為の残影なのか、前九年合戦での敗者としての安倍氏なのかはともかく、彼らは中世的世界で「悪路王」あるいは「悪事の高丸」として再生・復活を果たし、復活する過程で「安日王」と同体化したことで、中世の安倍氏・安藤氏の祖として認識されるまでに成長を遂げ、安藤氏のように敗者を己の祖と仰ぐ自負を持った存在が登場したと指摘している。ただし関の論にあるように、高丸伝説の成立に関して阿弖流為が影響したかは不明である。

### 悪路王との同一視
関幸彦は、阿弖流為が『吾妻鏡』で悪路王と表現されて「あくる・あくろ・あくじ」と読み換えられたため、これに『元亨釈書』の高丸が結びついて「あくじの高丸」の名前が誕生したことから、悪路王とあくじの高丸は同一体のものと解してよさそうだと論じている。
しかし悪路王伝説は奥州藤原氏全盛期の平泉で京の物語が導入されて同型の物語として創出されたとの見方もあり、関の論説でも『元亨釈書』の高丸と『吾妻鏡』の悪路王は本来は別人物であるということが前提となっている。中世文学の成立課程で『義経記』のあくじの高丸など、悪路王伝説と混交された形跡が確認され、悪路王伝説と何らかの補完関係があったことは認められるものの、『田村の草子』では父・藤原俊仁が悪路王を討伐し、子・田村丸俊宗が高丸を討伐するなど、室町時代の時点でも高丸と悪路王は根本的には別人物として考えられていた形跡がある。

### 原典
1. 1 2  『元亨釈書』 巻九 清水寺延鎮伝
2. ↑  『神道集』 巻四 「信濃鎮守諏訪大明神秋山祭事」